# Volksabstimmungen in der Schweiz 1895
Dieser Artikel bietet eine Übersicht der Volksabstimmungen in der Schweiz im Jahr 1895.
In der Schweiz fanden auf Bundesebene drei Volksabstimmungen statt, im Rahmen dreier Urnengänge am 3. Februar, 29. September und 3. November. Dabei handelte es sich um ein fakultatives Referendum und zwei obligatorische Referenden.

## Abstimmung am 3. Februar 1895

### Ergebnis
| Nr. | Vorlage                                                        | Art | Stimm- berechtigte | Abgegebene Stimmen | Beteiligung | Gültige Stimmen | Ja      | Nein    | Ja-Anteil | Nein-Anteil | Stände | Ergebnis |
| --- | -------------------------------------------------------------- | --- | ------------------ | ------------------ | ----------- | --------------- | ------- | ------- | --------- | ----------- | ------ | -------- |
| 44  | Bundesgesetz betreffend die Vertretung der Schweiz im Auslande | FR  | 689'180            | 319'281            | 46,33 %     | 302'508         | 124'517 | 177'991 | 41,16 %   | 58,84 %     | –      | nein     |

### Vertretung der Schweiz im Ausland
Um die Interessen von Schweizer Bürgern und der Exportwirtschaft im Ausland zu vertreten, unterhielt der Bund Ende des 19. Jahrhunderts ein Netzwerk von Honorarkonsuln. Diese sahen sich jedoch zunehmend mit dem Vorwurf konfrontiert, bei Konfliktfällen die Landesinteressen den eigenen Geschäftsinteressen unterzuordnen. 1886 forderte eine Motion den Bundesrat auf, die Einführung von Berufskonsuln zu prüfen. Sieben Jahre später schlug dieser dem Parlament einen entsprechenden Bundesbeschluss vor. In der Beratung änderten die Räte das Gesetz dahingehend, dass die Errichtung und Aufhebung ständiger Vertretungen explizit und abschliessend Sache des Parlaments sei. Nachdem National- und Ständerat zugestimmt hatten, ergriffen Katholisch-Konservative aus dem Kanton Luzern erfolgreich das Referendum. Sie bemängelten vor allem, dass Referenden in dieser Sache zukünftig nicht mehr möglich seien und erinnerten an die Ablehnung der höheren Kanzleikosten für die Gesandtschaft in Washington, D.C. elf Jahre zuvor. Die Befürworter waren der Meinung, das Referendum von 1884 sei ein Sonderfall gewesen und das neue Gesetz schreibe nur die seither gängige Praxis fest. Bei einer relativ tiefen Stimmbeteiligung resultierte eine recht deutliche Ablehnung, wobei diese in den katholisch-konservativen Hochburgen massiv war.

## Abstimmung am 29. September 1895

### Ergebnis
| Nr. | Vorlage | Art | Stimm- berechtigte | Abgegebene Stimmen | Beteiligung | Gültige Stimmen | Ja      | Nein    | Ja-Anteil | Nein-Anteil | Stände | Ergebnis |
| --- | --- | --- | ------------------ | ------------------ | ----------- | --------------- | ------- | ------- | --------- | ----------- | ------ | -------- |
| 45  | Bundesbeschluss über die Ergänzung der Bundesverfassung durch Zusatzbestimmungen betreffend die Einführung des Zündhölzchenmonopols | OR  | 690'592            | 335'818            | 48,65 %     | 324'283         | 140'174 | 184'109 | 43,23 %   | 56,77 %     | 7½:14½ | nein     |

### Zündhölzchenmonopol
In den 1870er Jahren waren vor allem im Berner Oberland zahlreiche Fabriken zur Herstellung von Zündhölzchen entstanden. Der in der Produktion verwendete gelbe Phosphor war leicht entzündbar und konnte bei den Arbeitern zur tödlichen Phosphornekrose führen. Als 1881 ein Verbot des gelben Phosphors in Kraft trat, blühten Schmuggel und Geheimproduktion, da sich die Ersatzprodukte als besonders feuergefährlich erwiesen. Nach nur einem Jahr hob das Parlament deshalb das Verbot wieder auf. Die Phosphornekrose blieb weiterhin ein Problem, weshalb das Fabrikinspektorat 1886 ein staatliches Monopol forderte. 1891 legte der Bundesrat einen Entwurf für eine entsprechende Verfassungsänderung vor, die im Parlament umstritten war und nur sehr knapp angenommen wurde. Den Konservativen ging das Monopol zu weit, weshalb sie das Referendum ergriffen. Sie befanden, strikte Importkontrollen und allfällige Verkaufsverbote für gefährliche Produkte seien weitaus wirksamer. Die Befürworter wiesen darauf hin, dass durch eine Konzentration in wenigen staatlichen Fabriken der Anreiz zur Herstellung illegaler Produkte verschwinden werde und auch die Arbeitsbedingungen verbessert werden könnten. Die Vorlage verfehlte das notwendige Volks- und Ständemehr, wobei sämtliche französischsprachigen und alle katholisch dominierten Kantone ausser Zug ablehnten.

## Abstimmung am 3. November 1895

### Ergebnis
| Nr. | Vorlage                                                                   | Art | Stimm- berechtigte | Abgegebene Stimmen | Beteiligung | Gültige Stimmen | Ja      | Nein    | Ja-Anteil | Nein-Anteil | Stände | Ergebnis |
| --- | ------------------------------------------------------------------------- | --- | ------------------ | ------------------ | ----------- | --------------- | ------- | ------- | --------- | ----------- | ------ | -------- |
| 46  | Bundesbeschluss über die Revision der Militärartikel der Bundesverfassung | OR  | 697'131            | 473'178            | 67,87 %     | 464'929         | 195'178 | 269'751 | 41,98 %   | 58,02 %     | 4½:17½ | nein     |

### Militärartikel
Auch nach der 1874 erfolgten Totalrevision der Bundesverfassung blieben die Kantone weiterhin für gewisse Teile der Schweizer Armee zuständig. Insbesondere Offizierskreise verfolgten jedoch die Idee einer vollständigen Zentralisierung der Armee weiter, da ihnen die Aufgabenteilung missfiel. Eine 1889 vom Nationalrat überwiesene Motion forderte den Bundesrat auf, entsprechend aktiv zu werden, doch erst die 1891 beschlossene Einführung von Armeekorps löste die eigentlichen Revisionsarbeiten aus. Im Mai 1895 beantragte der Bundesrat die vollständige Zentralisierung des Militärwesens beim Bund, worauf das Parlament zustimmte. Zur Abstimmung standen die Artikel 17 bis 22 der Bundesverfassung; neben der Zentralisierung sollte auch ein Entschädigungsanspruch der Wehrmänner bei Gesundheitsschäden oder Todesfällen infolge des Militärdiensts eingeführt werden. Sowohl die FDP als auch die Katholisch-Konservativen waren in dieser Frage gespalten. Die Befürworter wiesen auf die mangelhafte Schlagkraft der Armee hin, während die Gegner vor allem den von ihnen so empfundenen Militarismus der Armeeführung anprangerten und dem zuständigen Bundesrat Emil Frey «monarchische Allüren» vorwarfen. Bei deutlich überdurchschnittlicher Stimmbeteiligung verfehlte die Vorlage das notwendige Volks- und Ständemehr deutlich.